# Lee Han-sup
Dans ce nom coréen, le nom de famille, Lee, précède le nom personnel.
Lee Han-sup (né le 30 avril 1966) est un archer sud-coréen.

## Biographie
Lee Han-sup dispute les Jeux olympiques d'été de 1988 se tenant à Séoul. Il se classe dixième de l'épreuve individuelle et est sacré champion olympique par équipe avec Chun In-soo et Park Sung-soo.